# Karine Plantadit
Karine Plantadit (15 gennaio 1970) è un'attrice, ballerina e cantante statunitense.

## carriera
Nata in Francia e cresciuta in Camerun, Plantadit ha studiato danza a Cannes e poi a New York con Alvin Ailey.
Ha recitato in numerosi musical a Broadway, tra cui Il re leone (1997), La febbre del sabato sera (1999), Movin' Out (2002), Come Fly Away (2010) e After Midnight (2013). Per la sua performance in Come Fly Away è stata candidata al Tony Award alla miglior attrice non protagonista in un musical.

## Filmografia

### Cinema
- Chicago, regia di Rob Marshall (2002)
- Frida, regia di Julie Taymor (2002)
- Stay - Nel labirinto della mente, regia di Marc Forster (2005)
- Across the Universe, regia di Julie Taymor (2007)

### Televisione
- Sex and the City – serie TV, 1 episodio (2004)
- Smash – serie TV, 1 episodio (2012)
- Evil – serie TV, episodio 4x14 (2024)